# Alexander Valley AVA
Das Alexander Valley ist ein nördlich der Stadt Healdsburg im Sonoma County, Kalifornien gelegenes Tal und Weinbaugebiet. Das Tal ist Heimat zahlreicher Weingüter. Der U.S. Highway 101 führt durch das Alexander Valley. Die Weinberge liegen zu beiden Seiten des Russian River.
Das Alexander Valley gehört zur Liste der American Viticultural Area und ist Teil des Wine Country sowie der größeren Sonoma County AVA.
Das renommierte Weingut Simi unterhält allein im Alexander Valley 240 Hektar Rebfläche.